# Nadia Batson
Nadia Batson là một ca sĩ, nhạc sĩ, nhà sản xuất  và người mẫu đến từ Trinidad. Cô là người về nhì ở hạng mục Sức mạnh tại Quốc tế Soca Monarch 2007 với bài hát "My Land" với Kees Dieffenthaller.
Lớn lên ở Barataria, Trinidad, cô đã dành nhiều năm ở hậu trường với tư cách là một nhạc sĩ, nhà sản xuất và một giọng ca hát nền, trước khi trở thành một nữ ca sĩ đáng chú ý. Cô cũng hỗ trợ các nghệ sĩ khác đằng sau hậu trường, đã viết và đồng sản xuất đĩa đơn nổi tiếng "Go Ahead And Do Dat" cho Soca diva Michelle Sylvester.

## Đầu đời
Nadia Batson sinh ngày 7 tháng 12 tại Port of Spain, Trinidad và Tobago và lớn lên ở Barataria, một thị trấn thương mại nhỏ trên Hành lang Đông Tây bên ngoài thành phố Port of Spain. Ca hát và viết lách từ năm tám tuổi, Batson bắt đầu hát Quseedas, những bản ballad hồi giáo, trong khi theo học tại trường St Joseph TML. Khi còn là một thiếu niên, cô đã trở thành thành viên của một nhóm nhạc toàn nữ có tên Silhouette đã giành chiến thắng trong chương trình Party Time nổi tiếng với phiên bản acapella của ca khúc En Vogue làm lại từ ca khúc "Ngày hôm qua" của The Beatle. Cô cũng học trung học tại trường St. George's College cho đến năm tốt nghiệp năm 1993. Batson bắt đầu hát chuyên nghiệp ở tuổi 17. Batson gia nhập Công ty Một thế giới của Andre Tanker, nơi cô ở lại cho đến khi anh qua đời năm 2003. Sau đó, cô trở thành giọng nữ trong Kes the Band cho đến năm 2011, khi cô rời khỏi để thành lập một ban nhạc soca toàn nữ gọi là SASS vào tháng 7 năm 2011  Cô là người gốc Afro-Trinbagonia và có tổ tiên ở đảo Saint Lucia thuộc vùng biển Caribbean. Batson đã tuyên bố trong các cuộc phỏng vấn rằng cô ấy thuộc về đức tin Kitô giáo.  

## Lịch sử thi đấu
Nadia đã tranh giải Quốc tế Soca Monarch 2007 được tổ chức vào thứ Sáu ngày 16 tháng 2 năm 2007. Cô thi đấu ở hạng mục Groovy với bài hát "Caribbean Girl" và ở hạng mục Sức mạnh với bài hát "My Land" cùng với Kees Dieffenthaller. Cô xếp thứ 2 trong hạng mục Sức mạnh sau Iwer George và thứ 3 trong hạng mục Groovy. Nadia cũng là người vào chung kết trong cuộc thi năm 2012  và 2014 ở hạng mục Quyền lực. Cô cũng đã tham gia vòng chung kết tại cuộc thi Chutney Soca Monarch 2015 được tổ chức vào ngày 31 tháng 1 năm 2015.

## Sự nghiệp

### Ngôi sao đang lên 2014-15
Vào ngày 14 tháng 9 năm 2014, thông báo rằng Nadia Batson đã tham gia thành phần ban giao khảo trong mùa thứ tám của chương trình Digicel Rising Stars Trinidad và Tobago cùng với ban giám khảo mới 1 Klase và ban giám khảo trở lại Sheldon Ramgoolam. Vào mùa thu năm 2015 vào tháng 9, hợp đồng của Nadia Batson đã được gia hạn cho mùa thứ chín của Digicel Rising Stars T & T, để tiếp tục công việc của mình là một thành viên trong ban giám khảo cùng với các ban giám khảo mới Neval Chatelal và Nigel Rojas.

### Kes The Band
Năm 2005, Batson gia nhập ban nhạc pop, Kes The Band với tư cách là một giọng ca nữ chủ lực, và đã đi lưu diễn vòng quanh thế giới đến Hoa Kỳ, Canada và Caribbean với ban nhạc. Vào mùa hè năm 2011, Batson tuyên bố rằng cô đã rời khỏi ban nhạc để thành lập ban nhạc của riêng mình.

### SASS Nation
Vào mùa thu năm 2011, Batson đã công bố ra mắt ban nhạc soca toàn nữ của cô, SASS Nation, cùng với các giọng ca chính Terry Lyons và Megan Walrond. Sass Nation hiện là một trong những ban nhạc Soca Trinidad và Tobago hàng đầu và ban nhạc nữ Soca duy nhất của Trinidad và Tobago.